# 寿羊羹
寿羊羹（ことぶきようかん）は、新潟県上越市を中心とする上越地方で、年始の縁起物として贈られる羊羹。
白いんげん豆の一種である手亡豆（てぼうまめ）を原料に作られる練り羊羹で、白から淡黄色をしているのが特徴である。
上越地方では100年以上前から年始を祝う縁起物として年始挨拶の際に贈られている。このため販売期間は毎年12月～翌年1月半ば頃までに限定されている。
日持ちのする製品であるため、時間がたち表面に糖分が結晶したものを「羊羹のガリガリ」と呼んで好まれる場合も多い。
甘味の少ない時代には正月を楽しむ貴重品とされ多く用いられた。近年では他の贈答品に押され流通量が減っているが、風物詩としての人気も根強い。